# Nazistisk arkitektur
Nazistisk arkitektur var en arkitektonisk plan og en integreret del af det nazistiske partis plan om skabe en kulturel og åndelig genfødsel i Tyskland som en del af skabelsen af Det tredje rige.
Adolf Hitler beundrede det romerske imperium og vidste at gamle tyske blev en del af det romerske samfund og havde påvirket imperiet, mens romerne betragtede de germanske stammer som fjender af Pax Romana.
Alligevel anså han romerne for at være et tidligt arisk imperium og kopierede deres arkitektur inspireret af både neoklassicisme og "alvorlig" art deco og opførte bygninger som kultsteder for nazismen. Han gav også ordre til bygning af en slag sejrsalter, lånt fra grækerne, som ifølge nazistisk teori var præget af de ariske folk. På grund af Hitlers beundring for de klassiske kulturer omkring Middelhavet, kunne han ikke isolere og politisere en tysk fortid på samme måde som Benito Mussolini havde gjort med det antikke Rom. Han måtte importere politiske symboler og retfærdiggøre deres tilstedeværelse med en opdigtet racemæssig fortid, myten om at de gamle grækere var blandt tyskernes forfædre – kædet sammen med de samme ariske folk.
Hitlers fantasier om at være grundlægger af et tusindårsrige stemte overens med at Colosseum blev kædet sammen med evigheden. Hitler forestillede sig, at alle fremtidige Olympiske lege skulle foregå i Tyskland på Deutsches Stadion. Det står også klart, at han forventede, at den slagne verden ikke have andet valg end at sende sine atleter til Tyskland hver gang de Olympiske lege blev afholdt. Bygningen afspejlede Hitlers higen efter at dominere verden, længe inden dette mål blev formuleret. Hitler havde som regel stor tilfredsstillelse ved at se verdensberømte monumenter blive overgået i størrelse af hans tyske.
De fleste regimer ønsker at præge det område de behersker både fysisk og følelsesmæssigt. Den mest direkte måde er at opføre bygninger og mindesmærker. Arkitektur anses for at være den eneste kunstform, som fysisk kan smelte sammen med omgivelserne og samtidig påvirke folk, som bor i dem. Beboerne må tage stilling til deres liv som selvstændige objekter. På den måde er folk tvunget til at bevæge sig på bestemte måder, eller se på bestemte ting. På den måde påvirker arkitektur ikke blot landskabet, men også stemningen hos befolkningen. Nazisterne mente, at arkitektur spillede en nøglerolle i etableringen af deres nye orden. Arkitektur havde en særlig betydning for politikerne, som i lighed med de fleste totalitære ledere forsøgte at få indflydelse på alle aspekter af menneskers liv.
Desuden var det tanken, at det ikke blot var storbyerne, men også de små landsbyer, som skulle udtrykke det tyske folks natur, og hvad det havde opnået. Landets udseende skulle ændres. Det var ikke nok at begrænse marxistisk eller liberal arkitektur. De nye bygninger skulle fortælle verden, at tusindårsriget var kommet. Det Tredje rige søgte didaktisk og teatralsk at påvirke den udenlandske besøgende med sine overvældende repræsentative bygninger.

## Arkitekten Hitler
Hitler kunne lide de mange teatre, som Hermann og Ferdinand Fellner havde bygget i en senbarok stil. Han satte pris på de strenge arkitekter i det 19. århundrede såsom Gottfried Semper, som byggede operaen i Dresden, Gemäldegalerie Alte Meister i Dresden og hofmuseerne i Wien samt Theophilus Hansen, som skabte adskillige bygninger i Athen i 1840'erne og senere i Wien. Han fablede om Palais Garnier, operaen i Paris, og Palais de justice de Bruxelles af arkitekten Joseph Poelaert.
I sidste ende foretrak han opsvulmet neobarok sådan som kejser Wilhelm 2. havde fostret den gennem sin hofarkitekt Ernst von Ihne.
Grundlæggende var det dekadent barok, som kunne sammenlignes med det romerske imperiums nedgangstid. Inden for arkitektur, maleri og skulptur blev Hitler hængende i sin ungdoms verden, tiden fra 1880 til 1910. Den satte sit aftryk på hans kunstneriske smag og hans politiske og ideologiske forestillinger.
Føreren havde ikke en bestemt stil. Der var ikke nogen officiel arkitektur i Det tredje rige, blot en neoklassisk grundform, som blev forstørret, gentaget, forandret og overdrevet, nogle gange indtil det groteske. Hitler satte pris på kvaliteterne ved den klassiske stil, der udgjorde en sammenhæng mellem Dorerne og hans egen germanske verden.
Det ville være en fejl, at prøve at se ind i Hitlers mentalitet efter en ideologisk baseret arkitektur stil. Det ville ikke være i overensstemmelse med hans pragmatiske tankegang.

## Tre primære roller
Nazistisk arkitektur havde tre primære roller ved skabelsen af den nye orden: en teatralsk, en symbolsk og en didaktisk. Hertil kom, at nazisterne anså arkitektur for ud over at have en funktion også skulle tjene et større formål. F.eks. havde Haus der Kunst i München både den funktion ved at huse acceptabel tysk kunst og at være en fællesskabsbygning, som var bygget i en arisk stil, der fungerede som en form for tempel.

### Scene
Mange nazistiske bygninger var udformet som teaterscener for fællesaktiviteter, rum som var tænkt til at rumme de principper, den nazistiske ideologi var baseret på. Fra Albert Speers tilsyneladende ikonoklastiske brug af bannere ved 1. maj arrangementerne i Lustgarten, til den nazistiske sammenkædning med traditionerne fra tinget ønskede nazisterne at kæde sig sammen med en tysk fortid.
Sammenhængen kunne være direkte: et tingsted var et mødested med særlig historisk betydning, som blev brugt til at holde festspil, som havde tilknytning til den germanske fortid. Det var et forsøg på at knytte det tyske folk til sin historie og sit land. Brugen af tingsteder var tæt knyttet til 'Blut und Boden'-tankegangen i nazistisk ideologi, som drejede sig om den ret, som alle med tysk blod havde til at bo på tysk jord. Tingstedet rummede visse strukturer som sten og var om muligt bygget ind i en naturlig ramme. Disse strukturer blev bygget inden for rammerne af det klassiske græske teater, i overensstemmelse med en en historisk kultur, der blev kaldt arisk. Understregningen af en fysisk sammenhæng mellem fortiden og nazismen hjalp til at legitimere det nazistiske syn på historien, og endda det nazistiske regime selv. Alligevel blev tingstedbevægelsen ikke en succes.
Sammenkædningen kunne også være indirekte. 1. maj festlighederne i 1936 i Berlin foregik i Lustgarten, som var blevet ombygget til scene. Denne omformning var ikke en udsmykning til et bestemt sted, men etablering af et nyt anonymt, rent kubeformet rum, som var frigjort fra Berlins umiddelbare fortid, kirken og monarkiet, men havde en forbindelse til en tidlig græsk fortid. Dette var ganske enkelt skabelsen af et nyt ceremonielt sted i direkte konkurrence med det tidligere kongeslot, Berliner Schloss og Altes Museum, som begge endnu i 1930'erne var symboler på et kongeligt Berlin. Symbolismen var klar: enhver taler kom til at stå foran Altes Museum, som husede Tysklands klassiske samling og kun kunne ses gennem nazistiske bannere. Der var en forbindelse mellem den nye orden og den klassiske fortid, men den nye orden var det altoverskyggende.
Nazisterne ville smede et fællesskab ved hjælp af arkitektur og skabte en scene for oplevelsen af dette fællesskab. Disse bygninger var også alene for det tyske folk. Den store hal i Berlin var ikke et internationalt Folkets Hus, som blev bygget i Sovjetunionen, men den scene hvor titusinder af genopladede borgere ville træde ind i en højtidelig mystisk forening med Føreren af den tyske nation. Den blotte størrelse af scenen, ville forøge betydningen af det, som blev sagt.
Disse scener som de mest prosaiske bygninger til de største. Den den form og stil, som blev anvendt, fortæller en masse om og er symboler på dem, som byggede dem. Bygninger af denne type opstår af og til ved et tilfælde; men de arkitektoniske stilarter tiltaler smagen hos dem som byggede eller betalte for bygningen. De fortæller også om smagen i den generelle arkitektoniske bevægelse i tiden og de lokale påvirkninger. Nazistiske bygninger var udtryk for essensen i bevægelsen og blev bygget som en nationalsocialistisk bygning skulle se ud, uanset hvilken stilart, der blev brugt.

### Symbolik
Det er vanskeligt at afgøre hvad nationalsocialisterne anså for at være nazistisk arkitektur. De forskellige ledere havde forskelligt syn og smag. Fremmede kommentatorer ser den samme stil på forskellig måde. Roger Eatwell ser det format, der blev anvendt ved partimøderne i Nürnberg som en blanding af katolsk ceremoni og venstreorienteret ekspressionistisk form og lys, mens sir Nevile Henderson så en katedral af is. Men hvis en bygning var tegnet og bygget med anvendelse af den nazistiske version af hvad der var tysk, blev det betragtet som nazistisk arkitektur.
Der er to primære nationalsocialistiske stilarter i arkitektur:
- En afrettet version af neoklassisk arkitektur. Den blev primært anvendt ved offentlige bygninger i byerne eller partibygninger såsom Zeppelin Field i Nürnberg, den planlagte Volkshalle i Berlin og Dietrich Eckart scenen i Berlin. Stilen blev ikke kun anvendt ved fysiske bygninger, men også ved de opstillede søgelys, som dannede Albert Speers 'lyskatedral', som blev benyttet ved partimøderne i Nürnberg.

- En kopi af folkelig og nationalromantik i bygninger og værker. Det mest bemærkelsesværdige eksempel er Wewelsburg borgkomplekset, som blev omformet på en meget mytologisk måde som et kultsted for SS. Især i borgens nordtårn imiteres den middelalderlige romanske og gotiske arkitektur. Wewelsburg skulle være "verdens centrum".

Den folkelige stil blev fortrinsvis anvendt på landet til boliger eller lokale bygninger såsom Ordensburg i Krössinsee, murene og vagttårnene ved koncentrationslejrene i Flossenbürg Mauthausen-Gusen. Den skulle også anvendes på nye byer på landet, da den repræsenterede en mytisk middelalderlig tidsalder, hvor Tyskland var fri for kosmopolitisk indflydelse. Den blev også i mindre omfang benyttet på bygninger med moderne anvendelser som udsendelse af vejrudsigter og administrationsbygningen for postvæsenet.
Det meste nazistiske arkitektur var hverken ny i stil eller koncept, og det var heller ikke meningen. Planerne for Berlin finder analogier overalt i verden. Lange boulevarder med vigtige bygninger langs dem kan man finde i de geometriske vejnet i Washington DC og New York, The Mall og Whitehall i London og boulevarderne i Paris. Store kupler findes på bygninger i Mogulernes rige i Indien, USAs Kongress bygning i Washington, Pantheon og Peterskirken i Rom. Selv 'Kraft durch Freude' feriebyen Prora ligner de bygninger, som Le Corbusier forestillede sig i sin 'By med tre millioner indbyggere'. Etablering af et formelt regeringskvarter helt for sig selv var blevet almindelig i 1930'erne. Nazisterne fulgte et mønster, som allerede var etableret. De anvendte former kan være inspireret af andre planer for genudvikling af byer, såsom Edwin Lutyens' Delhi, Burnhams Chicago eller endda Walter Burley Griffins Canberra.
Nazisme ses ofte som anti-moderne og romantisk eller for at have en pragmatisk vilje til at bruge moderne midler ved forfølgelsen af anti-moderne mål. Dette forklarer den nazistiske antipati overfor stilarter som Bauhaus som en generel antipati overfor alle moderne stilarter. Den var fortrinsvis baseret på hvad Bauhaus og andre mentes at repræsentere: Udenlandsk indflydelse som Weimar-republikkens dekadence. Fraværet af detaljer i menneskelig skala eller glat ydrer kan have skabt en overvældende effekt og den var almindelig fra 1910'erne. Denne moderne indgangsvinkel var ikke begrænset til neoklassiske bygninger i bymidter, men blev også brugt i bygninger i folkelig stil såsom Ordensburg og tankstationer ved motorvejene.
Den neoklassicistiske stil var ikke ny. Den var solidt forankret i tiden. Speers stil var en assimilering af 1930'erne stil i offentligt byggeri, som blev anset for at være en moderniseret klassicisme. Det er i direkte modstrid med Peter Adams forsøg på at adskille nazistisk kunst fra tidsånden og betragte den som noget, der kun kan ses i lyset af Auschwitz. Det er et forsøg på at skabe en underfortsået tese om, at grimme regimer må skabe grimme bygninger, og at alt hvad de frembringer, må være ondt eller dårligt. Virkeligheden var, at ødelæggelse for at bygge op på ny var en standardhandling blandt modernisterne. De stilarter, der blev valgt, lignede dem, som blev brugt i tiden. At kritisere Speers arkitektoniske stil vil være at kritisere bygninger, der blev bygget over hele verden på den tid. I sidste ende var nazistisk arkitektur ikke skabt for at glæde øjet, men for at opfylde sit formål.
Hitler anså tidligre tiders bygninger for at være direkte afspejlinger af den kultur som skabte dem og måden, de var de blev skabt på. Hitler troede på, at de kunne bruges til at overføre deres tid og tidsånd til fremtiden, og at i nutiden var de monumentale bygninger alt, hvad der behøvedes, for at erindre folk om de store historiske epoker. Nazistisk arkitektur skulle tale til fremtidens Tyskland århundreder fremme i tiden.
| Citat        | Formålet med nazistisk arkitektur og teknologi må være at skabe ruiner, som vil holde i tusinde år og derigennem overvinde verdens forgængelighed. | Citat |
| Adolf Hitler | |       |

Centralt i denne tankegang var Albert Speers teori om ruinværdi, efter hvilken nazisterne skulle bygge bygninger, som selv som ruiner om hundreder eller tusinder af år ville minde mere eller mindre om deres romerske forbilleder. Speer ville opnå dette ved at undgå moderne konstruktionsmaterialer såsom ståldragere og jernbeton, som nedbrydes af vejret og ved at konstruere sine bygninger så de kunne klare påvirkningen fra vinden selv om tagene var så forsømte at de ikke længere holdt sammen på murene. I den forstand kan det ses, at ved at gå tilbage til fortidens materialer og ved at konstruere bygninger på den rette måde var det muligt at skabe en holdbarhed, som det ikke var muligt at opnå med moderne byggematerialer og stilarter. Det er blevet foreslået at brugen af sten mere var et resultat af økonomisk nødvendighed eller et forsøg fra SS' side på at opbygge en stabil platform i den tyske økonomi, men begge dele er i bedste fald af sekundær betydning i forhold til ønsket om den varighed, som sten giver. For Hitler kunne kun de store kulturelle beviser for menneskelig aktivitet udført i granit og marmor bruges til at symbolisere hans nye orden.
Teorien om ruinværdi kunne ses som et bagudskuende begreb, men hvad det faktisk gør er at se på de typer bygninger, som har overlevet fra fortiden, forstå hvorfor de overlevede og forsøge at bygge nye bygninger i Det tredje rige ud fra denne forståelse. Hertil kom, at infrastrukturen og organisationen bag fremskaffelsen af byggematerialer var i fuld overensstemmelse med tiden. Hitler var ikke som Shelleys Ozymandias, en leder som pralede med sin magt overfor fremtiden, men tværtimod en som byggede symbolske udtryk for nazibevægelsen og det nye Tyskland de ville skabe.
Nazistiske bygninger var ikke som Rigsdagsbygningen i Berlin, som blev set som et grandiøst monument, der opsamlede historiske minder, men derimod symboler for et nyt Tyskland. Bygningerne skulle være passende i forhold til deres tiltænkte rolle. Som eksempel på dette er det genopbyggede rigskancelli, der var planlagt som et symbol på Stortyskland, der indeholdt Østrig, selv om Anschluss stadig lå tre år ude i fremtiden, da det blev planlagt. Symbolikken i bygningerne var så vigtig at formen blev besluttet længe før de blev bygget, og i nogle tilfælde endda inden de begivenheder som de skulle symbolisere. Speer selv bemærkede at mange af de bygninger Hitler bad ham om at tegne forherligede sejre, som endnu ikke var vundet. Hitler tegnede skitser af bygninger han håbede på at bygge allerede i 1920'erne, da der ikke var gnist af håb om at nogensinde ville blive bygget. Bygningernes udseende skulle passe til deres rolle. Rigskancelliet skulle se ud som rigets centrum, ikke som hovedkvarter for et sæbefabrik. Nazistiske bygninger skulle være de store kulturelle beviser for hvad den nye orden ville skabe i deres stærkere, beskyttede samfund.
Symbolsk arkitektur behøver ikke at blive bygget, for den eksisterer ofte allerede. I 1941 offentliggjorde SS avisen Das Schwarze Korps et essay af Heinrich Himmler med titlen "Tyske borge i Øst" hvor han skrev: "Når folk er stille, taler stenene. Ved hjælp af sten taler store epoker til nutiden så medborgere kan hæve sig gennem skønheden blev selv-lavede bygninger. Stolte og selvsikre skal de kunne se på disse arbejder, som er opført af deres eget fællesskab." Himmler fortsætter med at skabe en cyklisk proces, der sammenkæder folket, blodet og deres bygninger. "Bygninger bliver altid opført af folk. Folk er børn af deres blod, er medlemmer af deres race. Som blodet taler, således bygger folket".
Hvor bygninger indeholdt vigtige kulturelle elementer kunne de enten remodelleres, som domkirken i Braunsweig, hvor Henrik Løve lå begravet, overtages såsom domkirken i Strasbourg som et monument over Tysklands ukendte soldat eller flyttes til en mere passende placering, såsom Siegessäule i Berlin.
Ligesom Sacré Coeur kirken på Montmartre eller Colosseum i Rom skulle nationalsocialisternes nye bygninger erstatte de forretningsejendomme, som var tegn på kulturelt forfald og et generelt opbrud i Berlin i 1930'erne. For at udtrykke deres sande ariske natur måtte nazisterne ødelægge ikke-tyske og dekadente frembringelser og acceptere Hitlers vurdering af hvilket vej tysk kunst skulle bevæge sig for at opfylde sin opgave med at udtrykke den tyske karakter. Det nye Berlin, ligesom det nye nationalsocialistiske parti, ville placere sig oven på det gamles dekadence. Den nazistiske vision om en by ville erstatte fortidens visioner. De ville erstatte tusmørket eller fortiden med klarhed, renhed og rene tydelige linjer.
Symboler var ikke kun begrænset til varige bygninger. Kendte symboler fra den nordeuropæiske fortid blev anvendt jævnligt i dekorationer til nazistiske festligholdelser. Et eksempel på dette er majpælen ved 1. maj arrangementerne. Det er et traditionelt symbol i hele det nordlige Europa på vinterens afslutning og naturens genopvågning og centrum for fælles aktiviteter.
Ved dørene til den tyske pavillon ved Paris udstillingen i 1937 stod der to sæt af nyv meter høje statuer som symboliserede familie og fællesskab. Pavillonen, som var tegnet som et klart eksempel på Nazityskland blev planlagt af en tysker, Albert Speer, og bygget alene af tyske materialer hentet i Tyskland.
Symbolisme, grafisk kunst og animerende indskrifter var fremtrædende i alle former for nazi-godkendt arkitektur. Ørnen og hagekorset, heroiske friser og fritstående skulpturer var almindelige. Ofte blev der sat citater fra Mein Kampf eller Hitlers taler op over indgange eller hugget ind i vægge. Det nazistiske budskab blev viderebragt i friser, som priste arbejde, moderskab, livet på landet og andre værdier. Muskelsvulmende nøgenstatuer, symboler på militær og politisk styrke bevogtede indgangen til kancelliet i Berling (de billeder)
"Ordensborgene er de skoler hvor der undervises i den nationalsocialistiske ideologi for en udvalgt gruppe unge, som ønsker at vie deres liv til politik. Ordensborgenes arkitektoniske form er afledt af de fæstningslignende borge, som blev bygget af de tyske riddere, hvis opgave det var at civilisere og kolonisere områderne øst for Elben. Da det er Ordensborgens opgave at træne og udvikle en ny gruppe ledere, som skal bringe bevægelsens idealer med sig ud i det praktiske liv, udgør denne form et passende arkitektonisk symbol."
De tre NSDAP ordensborge var Ordensburg Krössinsee, Ordensburg Sonthofen og Ordensburg Vogelsang.

### Didaktik
Hitler anså arkitektur for at være "ordet i sten", en metode til at viderebringe et budskab. Dette er ikke arkitektur som primært er udformet efter at viderebringe generelle propaganda budskaber, som hævdet af Benton, men er arbejder, som skal videregive et specifikt budskab. Det ville være et budskab, som alle ordentlige tyskere ville forstå, som som man så det ved udstillingen af degenereret kunst (Entartete Kunst) i München i 1937. De ville ikke forstå det, fordi de fik besked på det, men de ville forstå det, fordi de var hvem de var.
Nazisterne valgte nye versioner af gamle stilarter til det meste af deres arkitektur. Dette skal ikke ses blot som et forsøg på at genskabe fortiden, men nærmere som et forsøg på at bruge elementer fra fortiden til at skabe en ny nutid. De fleste bygninger er kopier i en eller anden form, men for nazisterne betød kopiering af fortiden ikke blot en sammenkædning med fortiden i almindelighed, men også specifikt til en arisk fortid. Neoklassicistisk og og renæssancearkitektur var direkte udtryk for arisk kultur. Folkelig arkitektur var også arisk, men af en germansk type. Alligevel var disse analogier ikke et led i et forsøg på at genskabe en fortid, men skulle understrege betydning af arisk kultur som begrundelse for handlinger i nutiden. Mange andre nationer fra Østrig-Ungarn til De Forenede Stater har bygget større regeringsbygninger i en bestemt stil for at formidle et bestemt budskab.
Mens Hitler anså arkitekturen i Weimar-republikken som et klart eksempel på kulturel nedgang skulle de nye bygninger han ville bygge formidle en anden lektie, den om national genfødsel. Størrelsen af bygningerne som skulle pryde Berlin var ikke udtryk for storhedsvanvid, men var tænkt til at genskabe den enkelte tyske borgers selvrespekt og betone individets ubetydelighed i forhold til samfundet som helhed. Den tydelige mangel på detaljer i menneskelig størrelse i byernes neoklassicistiske bygninger ville have overvældet og afleveret budskabet uden nogen form for subtilitet. Hvis budskabet ikke blev forstået, ville det blive terpet ind ved at få folk til at gå i rette linjer til forudbestemte steder. Budskabet om fællesskab ville endda påvirke folks ferie. Clemens Klotzs Prora skulle ikke blot have en festsal, hvor folk skulle høre taler og blive involveret i fællesaktiviteter, men ville også give alle den samme udsigt over havet.
Ingeniørkunsten kunne kædes sammen med arkitektur til undervisningsformål. Det er klart at den tyske Autobahn blev set som en måde at skabe et fællesskab på, som var kædet sammen både fysisk og symbolsk. Da Carl Theoder Protzen gav sit billede af motorvejsbroen ved Leipheim titlen: "Ryd skoven, spræng klippen, besejr dalen, overvind afstanden, udstræk vejen gennem det tyske land", skabte han en klar forbindelse mellem det, som skulle gøres, og det, som skulle opnås. Bygningen af den tyske Autobahn ville ikke blot lære det tyske folk, at de var knyttet sammen, men ville også vise at den var frembragt ved at tyskere arbejdede sammen. Det ville være en inspiration ved opbygningen af det tyske folks samfund. Indsatsen som blev gjort for at udforme motorvejsbroer og tankstationer viser klart at det var mere end en motorvej. I nogle sammenhænge påvirker det anvendte design funktionen af dets tænkte formål.
Den rolle, som nazisterne håbede at arkitektur ville spille ved etableringen af den nye orden, var ligesom den en bog har: at være et sted som indeholder et budskab, symbolerne til at formidle det og en lærer til at læse det. Arkitektur, som enhver anden kunstform, ville blive skabt til at understøtte den nye orden. Hvis det betød, at man skulle følge eksisterende arkitektoniske stilarter eller skabe analogier til andre bygninger, så var det i orden.

## Sejrskulten
Både nazisterne og romerne brugte arkitektur af kolossale dimensioner til at imponere og intimidere. Begge kulturer var optaget af arkitektoniske monumenter som fejrede eller glorificerede en sejrsideologi: triumfbuer (verdens største på Berlins nord-syd akse), søjler, trofæer og en kult med pomp og pragt forbundet med andres underkastelse. Som Albert Speer bemærkede, da det var ufarligt at gøre det: "Romerne byggede triumfbuer for at fejre de store sejre, som det romerske imperium havde vundet, mens Hitler byggede dem for at fejre de sejre han endnu ikke havde vundet."
Nazisterne planlagde og byggede mange militære trofæer og mindesmærker ved rigets østgrænse. På samme måde havde romerne bygget mindesmærker ved grænserne for at erindre om sejre og afskrække mulige angribere. En af de mest prominente mindebygninger, der skulle erindre om Tysklands fortid og forventede militære hæder var Wilhelm Kreis' Soldatenhalle. Denne skulle være endnu et kultcenter, der skulle formidle styrets forherligelse af krig, patriotisk selvopofrelse og militære dyder. De vigtigste arkitektoniske karakteristika ved denne bygning var tydeligt romerske. En dobbelthvælvet krypt under en dobbelthvælvet hovedbygning var tænkt som et pantheon for skulpturer af generaler. Hertil om at det skulle fungere som gravkammer, da Frederik den Stores knogler skulle placeres i bygningen.
Flag og insignier spillede en vigtig rolle i nazisternes ceremoniel og ved udsmykning af bygninger. Fanerne med ørne i toppen, som blev båret af SA ved partimøderne i Nürnberg, mindede om romerske legioners ganer, hvis ensartethed Hitler beundrede. Der kan ikke være megen tvivl om at Hitlers statsarkitektur, selv når den i dag ses i form af fotografier af arkitektoniske modeller, viderebringer en følelse af "Magt og styrke", hvilet naturligvis var hvad Hitler ønskede at opnå.
Efter Hitlers nederlag var det uundgåeligt, at de kolossale dimensioner på hans bygninger havde en tendens til at blive opfattet, som de blev det i Speers erindringer, som udtryk for Hitlers storhedsvanvid. Det er måske rigtigt, men det er også noget af en oversimplificering, da det på det tidspunkt bygningerne blev planlagt og opført var ægte udtryk for Tysklands hurtigt voksende magt og udtrykte en optimisme, der var skabt af Hitlers bemærkelsesværdige indledende sejre. De store kejserlige bygninger i Rom er sjældent blevet forklaret som symptomer på kejserligt storhedsvanvid, måske bortset fra Domus Aurea, da romersk imperialisme, som genererede de nødvendige penge og arbejdskraft, som var nødvendig for opførelse af Roms monumentale bygninger, var særdeles succesfuld og langvarig. Hitlers arkitektur bliver somme tider misforstået fordi han byggede for fremtiden i forventning om et kraftigt udvidet rige. Her er det værd at bemærke at Vitruvius følge at Augustud byggede i stor skala for fremtidig storhed. Hitlers optimistiske forventninger blev skuffet og i efterdønningerne efter katastrofen blev hans arkitektoniske planer af mange anset for at stamme fra en galning. Uanset hvor svært det kan være at betragte disse planer objektivt ville det være en fejltagelse af se hans bygninger som enten psykologisk ineffektive eller symbolsk impotente. Det er bestemt ikke de indtryk som Speer eller Giesler gav på det tidspunkt hvor de udtrykte Hitlers arkitektoniske planer. 
Havde Hitler nået alle sine politiske og militære mål, og havde hans efterfølgere konsolideret og måske endda udbygget hans territoriale erobringer, ville Tysklands kunst og arkitektur utvivlsomt have afspejlet den følelse, der gennemsyrede meget af Roms kunst i den augustinske periode, dvs. en selvsikkert tiltaget ret til at dominere andre,s om Virgil elegant, om end brutalt udtrykte det i Æneiden 6.851-53: "Husk romere, at udøve dominans over nationer. Disse skal være jeres evner: at påføre kultur i fred, at spare de overvundne og nedkæmpe de stolte". Dette citat, som er så meget i tråd med nazistisk stræben, er gentagne gange omtalt i den politiske litteratur i Tyskland på den tid.

## Berlins genskabelse
I (Mein Kampf 1.10) skrev Hitler at tyske industribyer på hans tid manglede dominerende offentlige monumenter og et centralt fokuspunkt for fællesskabet. Rent faktisk havde tilsvarende kritik af den hurtige industrialisering af tyske byer efter 1870 lydt fra andre kritikere.
Den ideelle nazistiske by skulle ikke være for stor, da den skulle afspejle værdier fra før industrialiseringen og dens offentlige monumenter, produkter af og symboler på en fælles indsats ((tysk) Gemeinschaftsarbeiten), skulle være så prominente som muligt ved at være placeret centralt i de nye og omskabte byer i det forstørrede rige.
Hitlers kommentarer i (Mein Kampf 1.10) antydede at han så bygninger såsom Colosseum og Circus Maximus som symboler på den politiske styrke og magt i det antikke romerske folk. Hitler skrev: "Arkitektur er ikke blot det talte ord i sten, men også udtryk for tro og tillid til et samfund, eller også er det udtryk for en stor mand eller herskers magt, storhed og omdømme." I Hitlers kulturelle tale: "Bygningerne i Det tredje rige", som han holdt i september 1937 i Nürnberg bekræftede han at de nye bygninger i Det tredje rige skulle understøtte nazipartiets autoritet og staten og samtidig være "gigantiske vidner om vores fællesskab". Det arkitektoniske bevis for denne autoritet kunne allerede opleves i Nürnberg, München og Berlin og ville blive stadig tydeligere når flere planer var blevet gennemført.
Dn 19. september 1933 fortalte Hitler Berlins borgmester at hans by var usystematisk, men det var først den 30. januar 1937 at Speer officielt blev sat i spidsen for planerne om at omskabe Berlin, selv om han uofficielt havde arbejdet på dem i 1936.
Planen for Berlins centrum, som Speer koordinerede som Generalbauinspektor i Berlin var baseret på romerske og ikke græske planlægningsprincipper, som måske eller måske ikke har været påvirket af romerskinspirerede byplaner i det fascistiske Italien. Speers plan gik ud på at skabe en central nord-syd akse, som skulle skære den store øst-vest akse i en ret vinkel. På nordsiden af skæringen var det planen at bygge et kæmpestort forum på omkring 350.000 m², og omkring dette skulle der placeres bygning af de allerstørste politiske og fysiske dimensioner: en enorm kuppelformet Volkshalle på nordsiden. Hitlers store nye palads og kancelle på vestsiden og på østsiden den nye bygning til Oberkommando der Wehrmacht og den nu forholdsvis lille Rigsdagsbygning. Disse bygninger skulle lille i et stærkt aksemæssigt forhold omkring forummet, som var beregnet til at kunne rumme en million mennesker, og skulle tilsammen udgøre "maiestas imperii" og få den nye verdenshovedstad Germania, til at overstråle dens eneste vedkendte rival: Rom.
Planen for centrum af Berlin afveg kun i sine dimensioner fra planerne for omskabelse af mindre tyske byer og etablering af nye byer i erobrede områder. Ordren til omskabelse af andre tyske byer blev underskrevet af Hitler den 4. oktober 1937.
I alle byer skulle de nye fællesskabsbygninger ikke placeres tilfældigt, men skulle have prominente, i reglen centrale, placeringer indenfor byplanen. Klarheden, ordenen og objektiviteten som Hitler stræbte efter i udformningen af hans byer og bygninger skulle opnås i erobrede områder mod øst ved at etablere nye kolonier og i Tyskland selv ved at omforme centrene af allerede etablerede byer og stæder. Med henblik på at give en by centralt placerede samlingspunkter for fællesskabet blev metoder der mindede om græsk men i højere grad om romersk byplanlægning vakt til live.
Nazistisk arkitektur var, såvel i udseende som symbolsk, intimiderende, et instrument til erobring. Total arkitektur var en forlængelse af total krig. Speer skrev i 1978 "Min arkitektur udtrykte en imtimiderende fremvisning af magt."[kilde mangler]
Hallerne i Flughafen Berlin-Tempelhof, der blev bygget af nazi-arkitekten Ernst Sagebiel er stadig kendt som en af de største bygninger i verden. De kolossale dimensioner på romerske og nazistiske bygninger tjente også til at understrege individets ubetydelighed opslugt i en statslig bygnings arkitektoniske umådelighed. Filosoffen Jean-Jacques Rousseaus besøg ved Pont du Gard i 1737 skabte i ham den samme respons, som Hitler håbede at opnå i Berlin: at imponere med sin storhed.

## Arkitektur som religion
En væsentlig forskel mellem statslig neoklassicistisk arkitektur i Nazityskland og neoklassicistisk arkitektur i andre moderne lande i Europa og Amerika er at i Tyskland var det blot en facet af en alvorlig autoritær stat. Dens diktator sigtede mod at skabe en arkitektonisk orden, geometriske byplaner, aksemæssig symmetri, hierarkisk placering af statslige bygninger indenfor byens rum på en skala, der havde til hensigt at understøtte den ønskede sociale og politiske orden, som foregreb erstatningen af den kristne religion og de etiske værdier med en ny form for tilbedelse baseret på kulten omkring nazistiske martyrer og ledere med et værdisystem som meget lignede det i det før-kristne Rom.
Det første nazistiske forum, Königsplatz, i München blev planlagt i 1931-32 af Hitler og hans arkitekt Paul Ludwig Troost, som Speer hævder Hitler anså for at være den største tyske arkitekt siden Karl Friedrich Schinkel. Troost havde allerede udsmykket det indre af det såkaldte Brune Hus på Brienner Strasse i 1930 efter at det var blevet købt af nazipartiet (Lehmann-Haupt 113). Troost, som ligesom sin efterfølger Speer, forsøgte at genoplive en tidlig klassisk eller dorisk arkitektur, kunne ikke have fundet en mere opmuntrende sammenhæng for sine tiltag end den neoklassicistiske sammenhæng på Königsplatz. Ligesom Hitler anså han Bauhaus arkitekturen for smagløs, men de Ehrentempel som han tegnede var ikke upåvirket af moderne strømninger, så han templer var på ingen måde konventionel dorisk. I sommeren 1931 forberedte Troost tegninger til fire partibygninger, som skulle bygges i den østlige ende af forummet, symmetrisk placeret langs Arcisstrasse. Den samtidige nazi-litteratur efterlader ikke megen tvivl om at dette nye forum blev set som et helligt kultcentrum, som endda blev omtalt som "Acropolis Germainiae."
Der blev givet forrang til opførelse af to "martyr" templer af samme form, som blev kaldt Ehrentempel, der blev placeret lige på hver side af pladsens længdeakse. Ehrentempel blev fjernet i 1947.
I 1935 sagde Hitler at martyrernes legemer ikke skulle begraves ude af syne i krypterne, men skulle placeres i fri luft for at fungere som evige vagtposter for den tyske nation. Hitler insisterede senere på denne detalje da Hermann Giesler planlagde en Volkshalle til Weimars forum. Han bad sin arkitekt om at sikre, at de to krypter, der skulle rumme ligene af Brunskjorter, som var blevet dræbt i Thüringen, og som skulle placeres ved indgangen til Volkshalle skulle være belyst gennem et rundt hul i taget. Det er interessant at endnu senere i 1940 bad Hitler Giesler om at planlægge hans eget mausoleum i München på en sådan måde, at hans sarkofag ville være udsat for sol og regn. Det er værd at bemærke, at i Hitlers testamente fra 2. maj 1938, skrevet dagen før han tog på statsbesøg i Rom, gav Hitler instruks om at hans legeme skulle placeres i en kiste ligesom de andre martyrers og placeres i Ehrentempelet ved siden af Führerbau.
Troosts templer på Königsplatz blev således betragtet som vagtposter, en betegnelse, som blev understreget af tilstedeværelsen af SS vagtposter, som stod vagt ved indgangen til hvert tempel. Et år tidligere havde Hitler sagt, at martyrernes blod skulle være Det tredje riges dåbsvand. Sådanne billeder var muligvis bekymrende for troende Kristne, men efterlod ingen tvivl om at kulten omkring de nazistiske helte skulle erstatte tilbedelsen af de kristne martyrer. Dette mål blev vist på anden vis: Intet naziforum, der blev planlagt for en tysk by skulle omfatte en ny kirke. En tysk katedral – Quedlinburg – blev forvandlet til et skrin af SS, som planlagde at behandle katedralerne i Braunsweig og Strasbourg på samme måde. I München blev en kirke revet ned for at skabe plads til nye nazistiske bygninger. På samme tid blev der i udlandet skabt et indtryk, at bygning af nye kirker var en integreret del af det nazistiske byggeprogram. Templer for martyrer fik høderpladsen, som ved Königsplatz eller som ved forum i Weimar.
Den 6. september 1938 gjorde Hitler det helt klart hvad nazisternes holdning til religion var. Han sagde at i sit formål havde nationalsocialismen ikke nogen mystisk kult, kun omsorg for og ledelse af et folk, som var kendetegnet ved et fælles blod. Han fortsatte med at bemærke, at nazisterne ikke havde tilbedelsespladser, men kun pladser for folket (dvs. ingen kirker men Volkshallen) ingen åbne områder til tilbedelse, men områder til forsamlinger og parader. Nazister havde ingen religiøse refugier, kun sports- og legepladser og den karakteristiske egenskab ved nazistiske forsamlingspladser var ikke et mystisk mørke eller en katedral, men klarhed og lys i et rum eller en hal som kombinerede skønhed med tilpasning til formålet. Tre dage inden han holdt denne tale, som præcis afspejler funktionerne i de nazistisk statslige byggeplaner og -typer havde Hitler udtalt at tilbedelse for nazister alene handlede om
fremme af det naturlige [dvs. det dionysiske). Hertil kom, at Alfred Rosenberg gjorde det klart at nazisme og den kristne kirke ikke kunne kædes sammen.
Hitlers model lignede imidlertid den romersk katolske kirke. Den kristne mysticisme skabte bygnigner, med en mystisk dysterhed, som gjorde folk mere villige til at opgive det selvet. Hitler var dybt imponeret over kirkens organisation, ritualer og arkitektur. Da han skrev om den tryllebinding som en taler kan holde et publikum i, fastslog han:
"Det samme mål nås ved den kunstige og alligevel mystiske skumring i katolske kirker."
Han misundte måske den stærke indflydelse som kirken udøvede på masserne, for ved en lejlighed udtalte Hitler:
"det afsluttende møde i Nürnberg må være præcis så alvorligt og ceremonielt udført som en gudstjeneste i en katolsk kirke."
Mens nazistiske bygninger skulle afspejle den troende ånd i bevægelsen var der ingen plads til mysticisme i dem. Nazisme var nøgtern og realistisk. Den afspejlede videnskabelig viden. Det var ikke en religiøs kult. Hitler bemærkede at nazipartiet ikke havde religiøse tilflugtssteder og ingen rum for tilbedelse med katedralens mystiske dysterhed, men derimod haller for Folket.
Den enorme Volkshalle skulle således dominere Berlins nye forum og nord-syd akse, mens torvet i den nye E.U.R. bydel i Rom domineredes af den nye kirke for helgenerne Peter og Paulus. Dens kuppel er den næststørste i Rom næstefter Peterskirkens.
Til gengæld ville Peterskirkens kuppel have kunnet gå gennem øjet i kuplen over Berlins Volkshalle. Ingen andre bygninger kunne bedre illustrere forskellen mellem Nazityskland og det fascistiske Italien med hensyn til kristendomsdyrkelse. Det fascistiske Italien inkorporerede kejsernes og pavernes Rom. Nazityskland understøttede kun værdierne i det hedenske Rom, hvor kristne som lod hånt om kejserkulten blev straffet. Globussen på lanternen på Peterskirken er placeret under et kors. Verdensglobussen, der skulle placeres på lanternen på Volkshalle var sikkert grebet af kløerne på en kejserlig ørn, som også var rigsørn og guden Zeus/Jupiters attribut. Det politiske tema med en globus i kløerne på en ørn blev skab i bronze af billedhuggeren Ernst Andreas Rauch til kunstudstillingen i Huset for tysk kunst i 1940.
Ikke blot blev kirker udelukket fra de nye fora, men det samme blev rådhusene, da borgmesteren veg for Føreren som repræsentant for det lokale samfund og nationen. Dette var et centralt kendetegn ved Førerprincippet.
Ved partistævnerne i Nürnberg mødtes Fører og førte og alle blev fyldt af undren ved begivenheden. I en af Hitlers taler i Nürnbert udtalte han: "Ikke alle af Jer kan se mig, og jeg kan ikke se alle Jer, men jeg føler Jer, og I føler mig!"
En bemærkelsesværdig egenskab ved disse stævner var at de ofte blev holdt om aftenen med spektakulære lyseffekter, såsom kraftige søgelys, som skabte søjler af hvidt lys mange kilometer lange rundt om paradeområdet. Effekten af en sådan anordning blev beskrevet som en "Katedral af lys" ((tysk) Lichtdom). Begrebet er yderst passende, da Hitler allerede havde udtalt i Mein Kampf at kirken i sin visdom havde studeret den psykologiske virkning på de tilbedende af deres omgivelsr: brugen af kunstigt skabt tusmørke, som kastede sin hemmelige fortryllelse på menigheden, foruden røgelse og brændende lys. Hvis den nationalsocialistiske taler ville undersøge psykologien af disse effekter ville det være gavnligt. Lyseffekterne i Nürnberg, især på Zeppelinfeld stadion, var bestemt ikke tilfældige. At skabe en nazistisk menighed i forsamlingsbygninger krævede en passende politisk ramme for at kunne lade sig gøre.

## Teorien om ruinværdi
Teorien om ruinværdi, (tysk) Ruinenwerttheorie) blev udtænkt af Albert Speer, som anbefalede, at man for at bygge bro til fremtidige generationer så vidt muligt skulle undgå at bruge moderne anonyme materialer såsom ståldragere og jernbeton når man byggede monumentale bygninger, da sådanne materialer ikke ville efterlade æstetisk acceptable ruiner, på samme måde som de antikke. Rigets politisk set mest vigtige bygninger skulle således i et vist omfang, selv efter at være blevet til ruiner om nogle tusinde år, ligne deres romerske forbilleder. Rigets stenbrud kunne ikke levere tilstrækkelig granit til at bygge Hitlers monumenter til eftertiden. Som følge heraf blev store mængder granit og marmor bestilt fra stenbrud i Sverige, Finland, Danmark, Frankrig og Italien.
I Mein Kampf, havde Hitler understreget behovet for at bruge flere penge på offentlige bygninger, som i holdbarhed og æstetisk udtryk kunne matche opera publica i antikken.
Efter det tredje riges totale sammenbrud i 1945 blev en af Speers store statslige bygninger, kancelliet i Berlin, ikke en gammel ruin, men blev behandlet som monumenterne i det gamle Rom efter dets politiske kollaps. F.eks. ødelagde russerne i 1947 Førerens forhadte magtcenter og marmoren som engang udsmykkede de repræsentative lokaler i rigskancelliet blev genbrugt ved opførelsen af et krigsmindesmærke i Østberlin – Treptower Park og ved bygningen af Wilhelm-Thälmann-Platz undergrundsstationen.

## Hitlers mausoleum
Under Hitlers besøg i Paris i juni 1940 besøgte han Invalidekirken, hvor han stod stille og så på Napoleons grav. I efteråret 1940 gav Hitler Giesler anvisninger om det Pantheon og det mausoleum han ønskede at bygge.
"Forestil Dem, Giesler, hvis Napoleons sarkofag blev placeret under et stort øje som det i Pantheon." Han fortsatte med at udtrykke en næsten mystisk fornøjelse ved tanken om at sarkofagen ville være udsat for lys og mørke, regn og sne og således direkte være forbundet med universet.
Hitler havde således besluttet sig for et mausoleum med et udseende baseret på Pantheon. Ikke i dens oprindelige funktion som et tempel, men i dens senere funktion som en grav for de berømte: kunstneren Raphael og kongerne Victor Emmanuel 2. og Umberto 1..
Mausolæet skulle forbindes til Partihallen i München med en bro over Gabelsbergerstrasse, og blive et parti-politisk kultcenter i byen, som Hitler anså for nazipartiets hjem. Dimensionerne skulle være lidt mindre end Pantheon. Øjet i toppen af kuplen skulle være en meter bredere i diameter end det i Pantheon (8,92 m) for at tillade mere lys at trænge ind til Hitlers sarkofag, som skulle stå direkte under den på rotunden. Bygningens beskedne dimensioner og dens mangel på rige dekorationer virker i første omgang overraskende i betragtning af Hitlers forkærlighed for gigantiske dimensioner, men i dette tilfælde skulle fokuspunktet i bygningen være Førerens sarkofag, som ikke skulle formindskes af dimensioner, som var helt ude af proportioner med selve sarkofagen. Ligeledes ville omfattende dekorationer have distraheret pilgrimmes opmærksomhed. Gieslers skalamodel af bygningen faldt tilsyneladende i Hitlers smag, men modellen og tegningerne, som Hitler opbevarede i Rigskancelliet er nu formodentlig i russernes hænder, med mindre de er blevet ødelagt. Det var muligvis fordi Hitler var så tilfreds med tegningerne til hans eget mausoleum, at han i det sene efterår 1940 bad Giesler om at tegne et mausoleum til hans forældre i Linz. Giesler giver ingen detaljer om bygningen, men det står klart ud fra hans model, at det igen var Hadrians Pantheon der var modellen.

## Skulptur
Skulpturer blev brugt som en del af og i forbindelse med nazistisk arkitektur til at fremstille den "tyske ånd" af guddommelig skæbne. Skulpturer udtrykte den nationalsocialistiske besættelse af det ideale legeme og støttede nationalistiske, statsgodkendte værdier såsom loyalitet, arbejde og familie. Josef Thorak og Arno Breker var de mest berømt skulptører under naziregimet.
Arno Breker var på en vis måde både den bedste og værste af nazikunsterne. Han blev udvalgt som officiel stats skulptør på Hitlers fødselsdag i 1937 og hans teknik var udmærket, og hans valg af genstand, stillinger og tema var fremragende. Breker brugte sine talrige "nøgne mænd med sværd" til at forene begreberne sundhed, styrke, kappestrid, fælles handling og villighed til at ofre sig for det fælles gode som ses i mange andre nazistiske værker med en eksplicit glorificering af militarisme.

## Arbejdskraft og plyndring
Antallet af faglærte og ufaglærte arbejdere der var brug for til at bygge Hitlers stadig større bygninger skabte et problem. Da han overtog magten i 1933 var der stadig mange arbejdsløse arbejdere i Tyskland, hvoraf nogle fik arbejde med at bygge offentlige bygninger, hvilket Hitler regnede med ville sætte skub i den træge tyske økonomi, og samtidig give ham et propaganda redskab overfor folket – Hitler skaber arbejde. Hovedparten af de arbejdsløse blev hurtigt opslugt af våbenfabrikkerne og ikke af byggeindustrien, således som den nazistiske propaganda antydede.
De arbejdsløse takkede imidlertid ikke altid Hitler for deres arbejde. Tyske arbejdere beskæftiget ved bygningen af motorvejene gik gentagne gange i strejke fra 1934 og frem på grund af deres frygtelige arbejdsbetingelser, som førte til graffiti såsom "Adolf Hitlers veje bygges med de tyske arbejderes blod". Gestapo blev brugt skånselsløst til at bryde strejker og genstridige arbejdere blev sendt i koncentrationslejre, idet det blev antaget at de var kommunister.
I takt med at krigsforberedelserne og senere krigen selv opslugte stadig større mængder stål, beton og arbejdskraft gik det statslige byggeprogram stadig langsommere indtil det i 1943 gik så godt som i stå ved partistævne området i Nürnberg.
Nye stenbrud blev etableret i Tyskland og Østrig af SS, som etablerede koncentrationslejre såsom Mauthausen-Gusen, Flossenbürg, Natzweiler og Gross-Rosen, hvor de indsatte blev tvunget til at udvinde sten til Hitlers bygninger. Fangerne skulle have minimal og billig mad, hvilket Himmler var meget opmærksom på. Den 23. marts 1942 bad Himmler Oswald Pohl "om gradvist at udvikle en menu, som ligesom den de romerske soldater eller ægyptiske slaver modtog, som indeholder alle nødvendige vitaminer og er enkel og billig."
Der blev også opstillet planer om at importere tre millioner fra de slaviske lande til Tyskland, hvor de skulle arbejde i tyve år på rigets byggepladser. I midten af maj 1941 var over tre millioner blevet tvunget til at arbejde i Tyskland. Heraf var en tredjedel krigsfanger mens resten var tvangsfjernede fra erobrede områder.
Brugen af slavearbejde og de store udgifter til byggerier igangsat af en diktator, som ikke var underlagt nogen form for begrænsninger giver anledning til sammenligninger med de romerske metoder til at betale for bygning af opera publica.
Roms store statslige bygninger, beundret og misundt af Hitler, kunne kun bygges fordi den romerske imperialisme i løbet af århundreder genererede den rigdom og den befolkning, som kunne betale for og bygge de bygninger som fremhævede "det romerske folk eller kejserens suveræne magt" og spredte kejserens propaganda. I Rom blev offentlige bygninger i reglen betalt af det bytte som blev taget i krigene. F.eks. blev Trajans store forum betalt med byttet fra hans krige i Dacien. Julius Cæsars storslåede byggeplaner, som til dels blev sat i gang efter hans død af Augustus blev gjort mulige på grund af det bytte han havde samlet ved sine krige i Gallien. Anskaffelsen af kunstgenstande til forskønnelse af private og offentlige bygninger var også ofte baseret på plyndring. Her kan man pege på efterspillet efter ødelæggelsen af Korinth ved Lucius Mummius Achaicus i 146 f.Kr., hvor hele skibsladninger af kunstskatte blev sendt til Rom. På samme måde samlede Hitler kunstværker fra alle erobrede områder til fremtidig udstilling i det store galleri, som skulle være bygget i Linz.
Brugen af tvangsarbejde på byggepladser både i Rom og provinserne var en normal romersk praksis. Bygninger såsom kongreshallen i Nürnberg og Volkshalle i Berlin, der var inspireret af Colosseum og Pantheon var ikke blot symboler på tradition, orden og pålidelighed, men signalerede en langt mere dyster hensigt fra eneherskerens side: en tilbagevenden til romersk etik, som anerkendte erobrerens naturlige ret til at gøre de overvundne folkeslag til slaver, en ret som allerede blev tydelig indenfor arkitekturens område ved bygning af koncentrationslejre, hvor fangerne blev sat til at udvinde sten til rigets bygninger.
Det synes således klart, at Hitlers storslåede planer for den arkitektoniske forskønnelse af Berlin og Tysklands regionale hovedstæder kun kunne realiseres ved at bruge de samme metoder som dem de gamle romere anvende: tvangskonfiskation af midler og tvangsarbejde. Dette ville have skabt to adskilte socio-demografiske klasser: slaveejere og slaver.

### Generelt
- Fascistisk arkitektur
- Postkonstruktivisme
- Volk
- Völkisch bevægelsen
- Verdenshovedstaden Germania

### Nazistiske byggerier
| - Atlantvolden - Autobahn - Berghof - Braunes Haus - Carinhall - Kongresshalle Nürnberg - Deutsches Stadion - Ehrentempel - Flakturm - Fränkischer Hof | - Führerbau - Førerbunkeren - Gaubunker - Gauhaus - Reichsluftfahrtministerium - Haus der Kunst - Hitler-Jugend Heim - Königsplatz (München) - Kehlsteinhaus - Reichsparteitagsgelände - Obersalzberg | - Olympiastadion (Berlin) - Ordensburg Krössinsee - Ordensburg Sonthofen - Ordensburg Vogelsang - Prora - Rigskancelliet - Flughafen Berlin-Tempelhof - Volkshalle - Winkelturm - Zeppelinfeld |

### Hitlers byggefolk
| - Bestelmeyer, German - Bonatz, Paul - Behrens, Peter - Brinkmann, Woldemar - Fick, Roderich - Fischer, Theodor - Gall, Leonhard | - Giesler, Hermann - Grebe, Wilhelm - Höger, Fritz - Hönig, Eugen - Klotz, Clemens - Kreis, Wilhelm - March, Werner | - Nonn, Konrad - Rosenberg, Alfred - Ruff, Ludwig - Ruff, Franz - Sagebiel, Ernst - Schmitthenner, Paul - Schulte-Frohlinde, Julius | - Schultze-Naumburg, Paul - Senger, Alexander von - Speer, Albert - Todt, Fritz - Troost, Paul Ludwig - Wolters, Rudolf |

## Yderligere læsning

### Bøger
- Baynes, Norman H. The Speeches of Adolf Hitler, April 1922-August 1939, V1 & V2. London: Oxford University Press, 1942. V1 – ISBN 0-598-75893-3 V2 – ISBN 0-598-75894-1
- Cowdery, Ray and Josephine. The New German Reichschancellery in Berlin 1938-1945
- De Jaeger, Charles. The Linz File, New York: Henry Holt & Co, 1982. ISBN 0-03-061463-5.
- Enss, Carmen M. and Luigi Monzo (eds.): Townscapes in Transition. Transformation and Reorganization of Italian Cities and Their Architecture in the Interwar Period. Bielefeld 2019, ISBN 978-3-8376-4660-3.
- Giesler, Hermann. Ein Anderer Hitler: Bericht Seines Architekten Erlebnisse, Gesprache, Reflexionen, 2nd Edition (Illustrated), Druffel, 1977. ISBN 3-8061-0820-X.
- Helmer, Stephen. Hitler's Berlin: The Speer Plans for Reshaping the Central City (Illustrated). Ann Arbor: UMI Research Press, 1985. ISBN 0-8357-1682-1.
- Hitler, Adolf. Hitler's Table Talk 1941-1944: His Private Conversations, 3rd Edition. New York: Enigma Books, 2000. ISBN 1-929631-05-7.
- Homze, Edward L. Foreign Labor in Nazi Germany. New Jersey, Princeton University Press, 1967. ISBN 0-691-05118-6.
- Jaskot, Paul. The Architecture of Oppression: The SS, Forced Labor and the Nazi Monumental Building Economy. New York: Routledge, 2000.
- Krier, Leon. Albert Speer Architecture. New York: Princeton Architectural Press, 1989. ISBN 2-87143-006-3.
- Lärmer, Karl. Autobahnbau in Deutschland 1933 bis 1945. Berlin: 1975.
- Lehmann-Haupt, Hellmut. Art under a Dictatorship (Illustrated). New York: Octagon Books, 1973. ISBN 0-374-94896-8.
- Lehrer, Steven. The Reich Chancellery and Fuhrerbunker Complex
- Petsch, Joachim. Baukunst Und Stadtplanung Im Dritten Reich: Herleitung, Bestandsaufnahme, Entwicklung, Nachfolge (Illustrated). C. Hanser, 1976. ISBN 3-446-12279-6.
- Rittich, Werner, Architektur und Bauplastik der Gegenwart, published by Rembrandt-Verlag G.M.B.H., Berlin, 1938
- Schönberger, Angela. Die Neue Reichskanzlei Von Albert Speer, Berlin: Mann, 1981. ISBN 3-7861-1263-0.
- Scobie, Alexander. Hitler's State Architecture: The Impact of Classical Antiquity. University Park: Pennsylvania State University Press, 1990. ISBN 0-271-00691-9.
- Schmitz, Matthias. A Nation Builds: Contemporary German Architecture. New York: German Library of Information, 1940.
- Speer, Albert. Inside The Third Reich. New York: The Macmillan Company, 1970. ISBN 0-02-037500-X.
- Spotts, Frederic. Hitler and the Power of Aesthetics. Woodstock, NY: Overlook Press, 2002. ISBN 1-58567-345-5
- Taylor, Robert. Word in Stone: The Role of Architecture in the National Socialist Ideology. Berkeley: University of California Press, 1974. ISBN 0-520-02193-2.
- Thies, Jochen. Hitlers Stadte: Baupolitik Im Dritten Reich E. Dokumentation (Illustrated). Wird verschickt aus, Germany: Böhlau Köln, 1978. ISBN 3-412-03477-0.
- Thies, Jochen. Architekt der Weltherrschaft. Die Endziele Hitlers. 1982. ISBN 3-7700-0425-6.
- Zoller, Albert von. Hitler privat, 1949. ISBN B0000BPY63.

### Videoer
- Goebbels, Joseph. Hitler's Constructions/Die Bauten von Adolf Hitler (propaganda film), International Historic Films, 1938.

Denne propaganda film viser forskelligheden i National Socialistiske bygningsværker: ungdomsherberger og partiskoler, broer og motorveje, ministerier og partibygninger foruden berømte monumentalbyggeriet såsom Zeppelinfeld i Nürnberg. (tysk), (engelsk) undertekster; 17 minutes.
- Cohen, Peter. The Architecture of Doom, First Run Features, 1991.

Denne film analyserer den æstetik som blev tænkt og skabt af Adolf Hitler og toppen i Det tredje Rige. Ved hjælp af aldrig før viste film forsøger filmen at kaste lys på nazisternes besættelse af orden og stabilitet, som de hentede fra det antikke Grækenland og Rom. Filmen forsøger også at vise hvordan den nazistiske æstetik førte til forbud mod moderne kunstnere som Picasso. Denne uroskabende film dokumenterer den nazistiske filosofi om skønhed gennem vold, tydeliggør Hitlers syn på kultur, kunst og arkitektur. Omfatter enestående billeder fra det tredje riges sidste dage med billeder fra Hitlers bunker.
- Kiefer, Kent. Ruins of the Third Reich, Kiefer Entertainment, 2005.

Denne film blev optaget i 1947 af en amerikansk industrimand og dækker ødelæggelsen af det tredje rige under 2. Verdenskrig. Mange af nazisternes mest hellige og vigtige steder optræder i denne film som ruiner. Medtaget er sjældne og aldrig tidligere viste billeder fra Hitlers bunker, Rigskancelliet og meget mere. Der er billeder fra Goebbels bolig efter at den var blevet delvis ødelagt at russisk kanonild, Luftwaffes administrative hovedkvarter (efterkrigstidens amerikanske militære regerings hovedkvarter), rigsdagen og sejrskolonnen fra 1870, som Hitler fik hævet 9 meter. Der vises også billeder fra Olympiastadion Berlin hvor Sommer-OL 1936 foregik, kruppværkerne i Essen, den tidligere Krupp ejendom (Briternes administrative hovedkvarter), ruinerne af Köln, en tur til Rhinen, domhuset i Nürnberg og Bürger Brau Keller i München, hvor Hitlers karriere begyndte. Denne film er et fascinerende historisk dokument og en tidskapsel, som viser Tyskland efter ødelæggelserne i 2. Verdenskrig.

## Eksterne kilder
- Wikimedia Commons har flere filer relateret til Nazistisk arkitektur

### Artikler
- A Theory of Ruin-value , Cornelius Holtorf, senest opdateret den 21. december 2004. (engelsk)

### Billeder
- Berlin: Byen som krop, Byen som metafor Arkiveret 1. februar 2009 hos  Wayback Machine Albert Speers arkitekttur (engelsk)
- Albert Speer, der 20. århundredes arkitekt Arkiveret 8. januar 2006 hos  Wayback Machine (engelsk)
- Det tredje riges arkitektur i Berlin Arkiveret 7. marts 2009 hos  Wayback Machine (engelsk)
- Fotos: Det tredje riges arkitektur i Munchen Arkiveret 7. marts 2009 hos  Wayback Machine (engelsk)
- Totalitær kunst (Berlin) Arkiveret 7. februar 2009 hos  Wayback Machine (engelsk)

### Blandet
- Diskussionsforum (engelsk)
- Leonding, Hitlers bardomshjem (engelsk)
- Det tredje rige i ruiner (engelsk)
- Hamburger Luftschutzbunkern Arkiveret 28. februar 2009 hos  Wayback Machine (tysk)
- Nazi-Arkitektur på Lebendiges Museum Online. (tysk)